# Hypognatha tocantins
Hypognatha tocantins là một loài nhện trong họ Araneidae.
Loài này thuộc chi Hypognatha. Hypognatha tocantins được Herbert Walter Levi miêu tả năm 1996.